# Franzenreith
Franzenreith ist eine Ortschaft und eine Katastralgemeinde der Gemeinde Randegg im Bezirk Scheibbs in Niederösterreich.

## Geografie
Die Streusiedlung befindet sich ganz im Süden des Gemeindegebietes auf den Anhöhen nördlich des Urnbaches und besteht aus den Lagen Brandstatt, Krahlehen, Kramseck, Lehen am Mitterreith, Mitterreith, Mitterurnbach, Obergschwandegg, Oberurnbach, Ort, Richtereck, Schlag, Untergschwandegg, Unterurnbach und Voglsberg sowie diversen unbenannten Lagen.

## Siedlungsentwicklung
Zum Jahreswechsel 1979/1980 befanden sich in der Katastralgemeinde Franzenreith insgesamt 102 Bauflächen mit 54.577 m² und 14 Gärten auf 38.551 m², 1989/1990 waren es 100 Bauflächen. 1999/2000 war die Zahl der Bauflächen auf 177 angewachsen und 2009/2010 waren es 156 Gebäude auf 222 Bauflächen.

## Geschichte
Laut Adressbuch von Österreich waren im Jahr 1938 in der Ortsgemeinde Franzenreith zahlreiche Landwirte ansässig. Des Weiteren gab es die Weidegenossenschaft Franzenreith. Zur ehemaligen Gemeinde zählte auch die Katastralgemeinde Hinterleiten.

## Bodennutzung
Die Katastralgemeinde ist landwirtschaftlich geprägt. 821 Hektar wurden zum Jahreswechsel 1979/1980 landwirtschaftlich genutzt und 354 Hektar waren forstwirtschaftlich geführte Waldflächen. 1999/2000 wurde auf 736 Hektar Landwirtschaft betrieben und 431 Hektar waren als forstwirtschaftlich genutzte Flächen ausgewiesen. Ende 2018 waren 707 Hektar als landwirtschaftliche Flächen genutzt und Forstwirtschaft wurde auf 426 Hektar betrieben. Die durchschnittliche Bodenklimazahl von Franzenreith beträgt 19,5 (Stand 2010).